# Hippodamia americana
Hippodamia americana – gatunek chrząszcza z rodziny biedronkowatych.
Gatunek ten opisany został po raz pierwszy w 1873 roku przez George’a Roberta Crotcha. Jako miejsce typowe wskazano wybrzeże Zatoki Hudsona.
Chrząszcz o wydłużonym i lekko przypłaszczonym ciele długości od 4,4 do 5,1 mm i szerokości od 2,7 do 3 mm. Głowa jest matowa wskutek gęstego punktowania i silnego pomarszczenia oskórka. Ubarwiona jest czarno z małą plamką środkową jasnej barwy i owalnego kształtu. Przedplecze jest żółte z dużą, czarną łatą środkową, na której brak jasnych wcięć i znaków. Pokrywy mają żółte tło z czarnym wzorem, powstałym z pozlewanych plamek. Na wzór ów składa się podłużna przepaska przyszwowa o kształcie krzyża lub sztyletu oraz para ząbkowanych przepasek podłużnych bocznych, niekiedy rozbitych na plamki. Epimeryty śródtułowia są w całości ubarwione czarno.
Owad ten zasiedla tereny podmokłe.
Biedronka nearktyczna o transkontynentalnym zasięgu. Występuje w Kanadzie i północnej części Stanów Zjednoczonych, w pasie od Jukonu i Kolumbii Brytyjskiej na zachodzie przez Terytoria Północno-Zachodnie, Albertę, Saskatchewan i Manitobę po Ontario, Michigan i Wisconsin na wschodzie. 